# Leonel Núñez
Leonel Jorge Núñez (Buenos Aires, 13 ottobre 1984) è un ex calciatore argentino, di ruolo attaccante.

## Carriera
Dal 2004 al 2007 Núñez ha giocato nell'Argentinos Juniors, squadra della Primera División argentina. Chiuse il torneo Apertura 2006 con 8 reti all'attivo, risultando uno dei migliori dieci marcatori della semistagione. Nel torneo Clausura 2007 riuscì a segnare contro il Belgrano Córdoba calciando dalla propria metà campo. Questo gol permise all'Argentinos Juniors di evitare le ultime quattro posizioni nella classifica finale di Primera División per la prima volta in quasi tre anni.
Nel giugno 2007 Núñez è stato acquistato dall'Olympiakos per una cifra intorno ai € 3 milioni. Ha accettato un contratto di quattro anni da 500000 € a stagione.
Núñez ha messo a segno il suo primo gol con la maglia dell'Olympiakos in un'amichevole prestagionale contro i turchi dell'Ankaragücü.
Nell'estate del 2008 torna in patria, all'Independiente.
Nell'agosto del 2010 firma un contratto biennale coi turchi del Bursaspor. L'avventura in Turchia si conclude pochi mesi dopo, nel gennaio 2011, quando il calciatore fa ritorno in patria.